# Trichoniscus ostarrichius
Trichoniscus ostarrichius là một loài chân đều trong họ Trichoniscidae. Loài này được Strouhal miêu tả khoa học năm 1946.